# Campeonato Amazonense de Futebol de 2025 - Segunda Divisão
O Campeonato Amazonense de Futebol de 2025 - Segunda Divisão (também conhecido como Barezão Série B 2025) foi a 65ª edição geral e a 17ª edição profissional deste mesmo torneio realizado pela FAF desde 1914. O campeão conquistou uma vaga para a primeira divisão de 2026. Realizado entre 23 de maio e 7 de julho, teve o Itacoatiara como campeão.
A final ocorreu no Estádio Olímpico Gilbertão, na qual o Operário e Itacoatiara empataram por 1x1. No entanto, o Itacoatiara venceu nos pênaltis por 5x3.

## Regulamento
O Campeonato será disputado em (3) três fases distintas: primeira fase (classificatória), segunda fase (semifinais), e terceira fase (final).
Na primeira fase, as equipes participantes serão dispostas em duas chaves (A e B) e jogarão dentro das próprias chaves em turno único. As duas equipes melhores classificadas de cada chave passarão para a disputa da semifinal.
Nas semifinais, as disputas dos dois jogos serão realizadas em confrontos de jogo único. As semifinais serão da seguinte maneira: 1º da chave A x 2ª da chave B e 1º da chave B x 2º da chave A. Ao final do tempo regulamentar dos jogos semifinais, o placar estando empatado, a decisão ocorrerá em cobranças de penalidades. 
Na final, os clubes vencedores dos confrontos das semifinais se enfrentarão em jogo único, e o vencedor do duelo será denominado Campeão Amazonense da Série B de 2025 e conquistará o acesso para a Série A de 2026.
Nas fases semifinal e final o mando de campo dos jogos será da equipe de melhor campanha considerando todas as fases da competição.
Critérios de desempate
Em caso de empate em pontos ganhos entre dois ou mais clubes ao final da fase classificatória, o desempate, para efeito de classificação, será efetuado observando-se os critérios abaixo:
1. maior número de vitórias;
2. confronto direto;
3. maior saldo de gols;
4. maior número de gols pró;
5. menor quantidade de gols sofridos;
6. sorteio.

## Equipes participantes
* N.D. - Não disputou competições oficias no ano referido.

## Primeira fase

### Grupo A
| Pos | Equipe             | Pts | J | V | E | D | GP | GC | SG | Classificado |     | PEN | TAR | UDA | CDC | RBN |
| --- | ------------------ | --- | - | - | - | - | -- | -- | -- | ------------ | --- | --- | --- | --- | --- | --- |
| 1   | Penarol            | 10  | 4 | 3 | 1 | 0 | 6  | 1  | +5 | Próxima fase |     | —   | 2–0 | 1–0 | –   | –   |
| 2   | Tarumã             | 7   | 4 | 2 | 1 | 1 | 5  | 3  | +2 | Próxima fase |     | –   | —   | 1–0 | 1–1 | –   |
| 3   | Unidos do Alvorada | 6   | 4 | 2 | 0 | 2 | 3  | 3  | 0  |              |     | –   | –   | —   | 2–1 | 1–0 |
| 4   | CDC Manicoré       | 5   | 4 | 1 | 2 | 1 | 5  | 5  | 0  |              | 1–1 | –   | –   | —   | 2–1 |     |
| 5   | RB do Norte        | 0   | 4 | 0 | 0 | 4 | 1  | 8  | −7 |              | 0–2 | 0–3 | –   | –   | —   |     |

### Grupo B
| Pos | Equipe      | Pts | J | V | E | D | GP | GC | SG | Classificado |     | OPE | ITA | SUL | FAS | CLP |
| --- | ----------- | --- | - | - | - | - | -- | -- | -- | ------------ | --- | --- | --- | --- | --- | --- |
| 1   | Operário-AM | 10  | 4 | 3 | 1 | 0 | 10 | 5  | +5 | Próxima fase |     | —   | –   | 3–2 | 5–2 | –   |
| 2   | Itacoatiara | 8   | 4 | 2 | 2 | 0 | 6  | 1  | +5 | Próxima fase |     | 0–0 | —   | –   | 3–0 | –   |
| 3   | Sul América | 4   | 4 | 1 | 1 | 2 | 5  | 7  | −2 |              |     | –   | 0–2 | —   | –   | 3–2 |
| 4   | Fast Clube  | 4   | 4 | 1 | 1 | 2 | 5  | 8  | −3 |              | –   | –   | 0–0 | —   | 3–0 |     |
| 5   | Clipper     | 1   | 4 | 0 | 1 | 3 | 4  | 9  | −5 |              | 1–2 | 1–1 | –   | –   | —   |     |

## Fase final
Em itálico, os times que possuem o mando de campo do confronto e em negrito as equipes vencedoras.
|  | Semifinais        | Semifinais        | Semifinais        |                   |             | Final       | Final | Final |  |
|  |                   |                   |                   |                   |             |             |       |       |  |
|  | Operário-AM       | Operário-AM       | 5                 |                   |             |             |       |       |  |
|  | Operário-AM       | Operário-AM       | 5                 |                   |             |             |       |       |  |
|  | Tarumã            | Tarumã            | 0                 |                   |             |             |       |       |  |
|  | Tarumã            | Tarumã            | 0                 |                   | Operário-AM | Operário-AM | 1 (2) |       |  |
|  |                   |                   |                   |                   | Operário-AM | Operário-AM | 1 (2) |       |  |
|  |                   |                   | Itacoatiara (pen) | Itacoatiara (pen) | 1 (4)       |             |       |       |  |
|  | Penarol           | Penarol           | Itacoatiara (pen) | Itacoatiara (pen) | 1 (4)       | 1 (4)       |       |       |  |
|  | Penarol           | Penarol           |                   |                   |             |             |       |       |  |
|  | Itacoatiara (pen) | Itacoatiara (pen) | 1 (5)             |                   |             |             |       |       |  |

## Classificação geral
| Pos | Equipe             | Pts | J | V | E | D | GP | GC | SG  | Classificação ou descenso             |
| --- | ------------------ | --- | - | - | - | - | -- | -- | --- | ------------------------------------- |
| 1   | Itacoatiara        | 10  | 6 | 2 | 4 | 0 | 8  | 3  | +5  | Campeão e promovido à Série A de 2026 |
| 2   | Operário-AM        | 14  | 6 | 4 | 2 | 0 | 16 | 6  | +10 | Vice-campeão                          |
| 3   | Penarol            | 11  | 5 | 3 | 2 | 0 | 7  | 2  | +5  | Eliminado na semifinal                |
| 4   | Tarumã             | 7   | 5 | 2 | 1 | 2 | 5  | 8  | −3  | Eliminado na semifinal                |
| 5   | Unidos do Alvorada | 6   | 4 | 2 | 0 | 2 | 3  | 3  | 0   | Eliminado na primeira fase            |
| 6   | CDC Manicoré       | 5   | 4 | 1 | 2 | 1 | 5  | 5  | 0   | Eliminado na primeira fase            |
| 7   | Sul América        | 4   | 4 | 1 | 1 | 2 | 5  | 7  | −2  | Eliminado na primeira fase            |
| 8   | Fast Clube         | 4   | 4 | 1 | 1 | 2 | 5  | 8  | −3  | Eliminado na primeira fase            |
| 9   | Clipper            | 1   | 4 | 0 | 1 | 3 | 4  | 9  | −5  | Eliminado na primeira fase            |
| 10  | RB do Norte        | 0   | 4 | 0 | 0 | 4 | 1  | 8  | −7  | Eliminado na primeira fase            |